# Lista över keltiska stammar
Detta är en lista över kända keltiska stammar och folk, samt i en del fall deras utbredning. 
I historiska källor kan samma namn anges för stammar på olika platser. Detta kan bero på rena förväxlingar, omflyttningar av stammar som bibehållit sina namn eller stammar som oberoende av varandra antagit samma namn. En del stammar, som vi bara känner genom romerska källor, har sannolikt fått latiniserade namn.

## Europa
Se även Central-keltiska folk.
- Bojer - lat. boii; Böhmen "Bojhem", Tyskland, Ungern
- Eravisci - Ungern
- Equi - Italien
- Galli - sv. galater centrala delarna av Turkiet
- Helvetier - lat. helvetii Schweiz
- Norici - sv. noriker Schweiz
- Osii - sv. oser Ungern ev. Ossetien
- Pannonii - sv. pannonier Kroatien och Bosnien och Hercegovina
- Raeti - sv. räter Schweiz
- Salasser - eng salassi Italien
- Scordisker - lat, skordiscii Serbien och Kroatien
- Semnoner - lat. semnones Italien

### Gallien (Frankrike)
Se även Gallisk-keltiska folk.
- - Aedui
  - Allobroger - lat. allobroges
  - Ambiani
  - Andecavi
  - Aquitani - sv. akvitanier Bordeaux (Akvitanien)
  - Atrebates
  - Arverni - sv. arvernier Auvergne
  - Aulerci - sv. auleriker
  - Baiocasses
  - Belgae, Belgica, Belgien
  - Bellovaci
  - Bituriges
  - Carnutes
  - Catalauni
  - Cubi - sv. cubier
  - Euborones - sv. euboroner
  - Haedui - sv. häduer
  - Insubres
  - Lemovices - sv. lemoviker , Limoges
  - Leuci - sv. leuker
  - Lingones - sv. lingoner
  - Mediomatrici
  - Medulii
  - Menapii - sv. menapier Belgien: Väst- och Öst-Flandern,
  - Morinii 
  - Namnetes 
  - Nervii - sv. nervier Belgien: Brabant
  - Parisii - sv. parisier, centrala Frankrike (Paris)
  - Pictones  - sv. piktoner
  - Redones
  - Remi - sv. remer
  - Ruteni - sv rutener[förtydliga]
  - Santones  - sv. santoner
  - Senones - sv. senoner
  - Sequani sv. seqvaner : Bourgogne
  - Suessiones fra. Suisse ?
  - Tarbeller : Provence
  - Tolosates  : Toulouse
  - Treveri - sv. treverer : södra Tyskland, kring Trier
  - Tungri - sv. tungrier Belgien: Limburg (Tongeren)
  - Turones
  - Vangiones sv. vangioner
  - Veneti - sv. venetier : Provence
  - Vocontii - Provence
  - Volker

### Brittiska öarna
Se även Keltiska folk på Brittiska öarna.
Huvudgrupper:
- Britanner
- Pikter
- Gaeler

Lokala stammar:
- - Atrebates
  - Belgae - Sydöstra England
  - Briganter - Norra England, Yorkshire
  - Caledonii sv. caledonier Norra Skottland
  - Cantium - Kent
  - Catuvellauni
  - Corieltauvi, Coritani
  - Cordovii
  - Deceangeli
  - Demetae
  - Dobunni
  - Dumnonii - Cornwall
  - Durotriges
  - Iceni - Norfolk
  - Novantae
  - Ordovicer - Wales
  - Parisii
  - Regnenses
  - Selgovae
  - Silurer - Wales
  - Taxali
  - Trinovantes
  - Vacomagi
  - Venicones
  - Votadini